# نخل یاپا
نخل یاپا (نام علمی: Sabal yapa) نام یک گونه از سرده نخلک‌ها است.